# تپه ده‌سواران ۲۴
تپه ده سواران ۲۴ مربوط به دوران پارینه‌سنگی جدید است و در شهرستان کرمانشاه، بخش مرکزی، دهستان دورود فرامان، ۸۰۰ متری جنوب شرق روستای ده سواران واقع شده و این اثر در تاریخ ۲۶ اسفند ۱۳۸۷ با شمارهٔ ثبت ۲۵۵۵۲ به‌عنوان یکی از آثار ملی ایران به ثبت رسیده است.